# Bessemer (Michigan)
Pour les articles homonymes, voir Bessemer.
Bessemer est une cité située dans l’État américain du Michigan. Elle est le siège du comté de Gogebic.
Selon le recensement de 2020, sa population est de 1 805 habitants.
Comme plusieurs autres localités américaines, elle est nommée en l'honneur du métallurgiste Henry Bessemer.